# Hans Adolph Brorson
Hans Adolph Brorson (Randup, Slesvig, 20 de juny de 1694 - Ribe, 3 de juny de 1764) fou un cèlebre compositor de salms danès.
Fill d'un pastor protestant estudià teologia i s'ordenà el 1721, exercint el seu ministeri a Randup, nomenat prebost de la catedral de Ribe (1737), va obtenir aquell bisbat (1748). Es doctorà en teologia a Copenhaguen (1760), amb la tesi De Vexillo ecclesiae. La manca de salut, la pobresa amb la qual lluitava i la pena que li ocasionà la pèrdua successiva de la seva primera esposa i els seus 10 fills, l'ensorrà en la més profunda melangia, a la que cerca remei component i traduint de l'alemany, salms que, si bé alguns són d'un gust dubtós, reflecteixen pel contrari una fe arrelada, delicat sentiment de la naturalesa i belleses pràctiques degudes principalment a una candida senzillesa de l'autor. Publicats en quaderns solts es reuniren després amb el títol de Troens rare Klenodie (Copenhaguen, 1739).
El seu fill Broder Brodersen (1728-1773), pastor i prebost de la referida catedral de Ribe, publicà una altra col·lecció després de la mort del seu pare titulada Svanesang (1765). Els salms de Brorson, després de retocats i força modificats, figuraren en les col·leccions de Pontoppidau, de Guldberg; Saetoft els incloïa en la Biblioteca teològica de Moeller (1820, t. XVII i xix.
El seu renebot Andrew Brorsen 1754-1833), rector de l'escola de Herlufsholm, expurgà de correccions i afegits, una edició del Troens rare Klenodie (1823), temptativa que si fou censurada per la critica, va merèixer l'aprovació general i popularitzà de bell nou el nom del gran salmograf del segle xviii, fins que Holm, encoratjat per l'èxit obtingut, publicà una col·lecció completa de les obres d'aquell sense correccions ni esmenes, en la que hi figuraren els salms i els cants religiosos (Copenhaguen, 1830), la qual fins al 1862 s'imprimí set vegades. Posteriorment s'han fet moltes edicions d'aquestes obres. Els salms de Brorson conformen aproximadament la desena part del Salteri danès i figurant també en els saltiris noruecs d'Hauge i Landstad.